# Lista över vulkaner i Guadeloupe
Detta är en lista över aktiva och utdöda vulkaner i Guadeloupe.
| Namn                | Höjd  | Höjd | Plats                             | Senaste utbrott |
| Namn                | meter | fot  | Koordinater                       | Senaste utbrott |
| La Grande Soufrière | 1467  | 4813 | 16°03′N 61°40′V / 16.05°N 61.67°V | 1977            |